# Joseph Ducreux
Pour les articles homonymes, voir Ducreux.
Joseph Ducreux, né à Nancy le 26 juin 1735 et mort le 24 juillet 1802 sur la route de Paris à Saint-Denis, est un portraitiste, pastelliste, miniaturiste et graveur lorrain, puis après 1766, français.

## Biographie
En Lorraine, Joseph Ducreux a dû recevoir sa première formation auprès de son père peintre.
À Paris en 1760, il aurait travaillé avec Maurice Quentin de La Tour, spécialiste du portrait. En ce qui concerne la technique de Ducreux pour la peinture à l'huile, l'influence de Jean-Baptiste Greuze est très importante. Spécialiste du portrait, Ducreux a pour modèles de ses premiers pastels : Pierre-Jean Mariette, le Comte de Caylus et Ange Laurent Lalive de Jully. Ces œuvres doivent être des copies d'après Maurice Quentin de La Tour. [réf. nécessaire]
En 1764, il est nommé à l'Académie de Saint-Luc de Paris après avoir été refusé trois fois de l'Académie Royale à cause de son caractère "irascible".

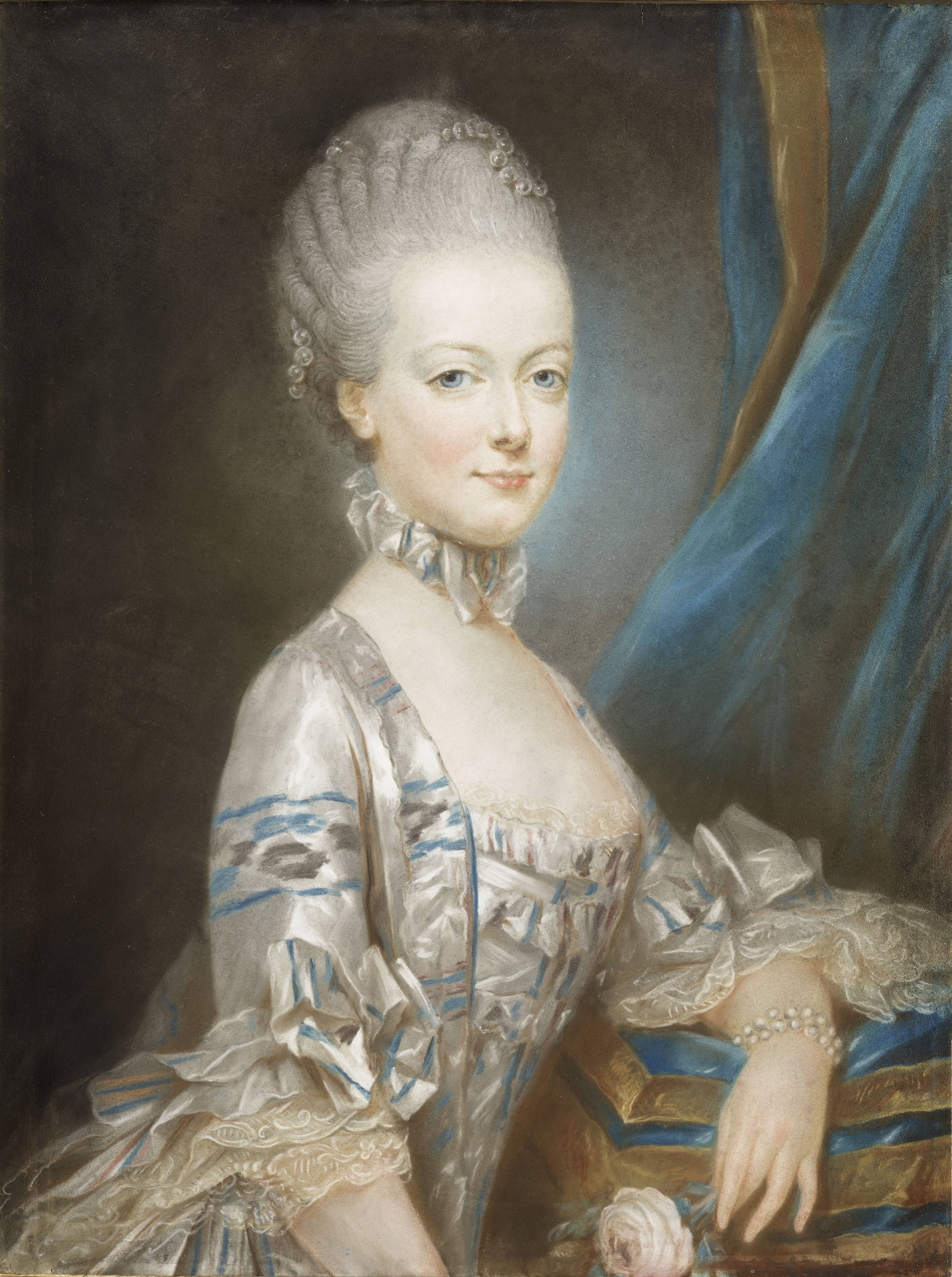
Portrait de Marie Antoinette, 1769, pastel sur parchemin, château de Versailles. Ce portrait fut envoyé au Dauphin Louis XVI, ainsi il put voir sa fiancée avant de la rencontrer.

Fin janvier 1769, Ducreux est désigné par Louis XV pour aller à Vienne avec 10 000 livres pour faire les portraits de la famille impériale dont celui de Marie Antoinette avant qu'elle ne parte pour la France pour épouser Louis XVI. Ducreux devient peintre de l’Empereur et Marie Antoinette le nomme premier peintre. Début 1770, Ducreux est reçu membre ordinaire de l’Académie Impériale et Royale de Vienne, son morceau de réception est un portrait du graveur Weirotter, aujourd'hui conservé à l'Académie de Vienne.
Ses autoportraits bien connus de la fin des années 1780 montrent son intention de rompre avec la tradition et son intérêt pour la physiognomonie. Cette pseudo-science se base sur le physique et plus particulièrement le visage de quelqu'un pour définir son caractère et sa personnalité. Ducreux tente de capturer et de rendre la personnalité de ses modèles.[réf. nécessaire]

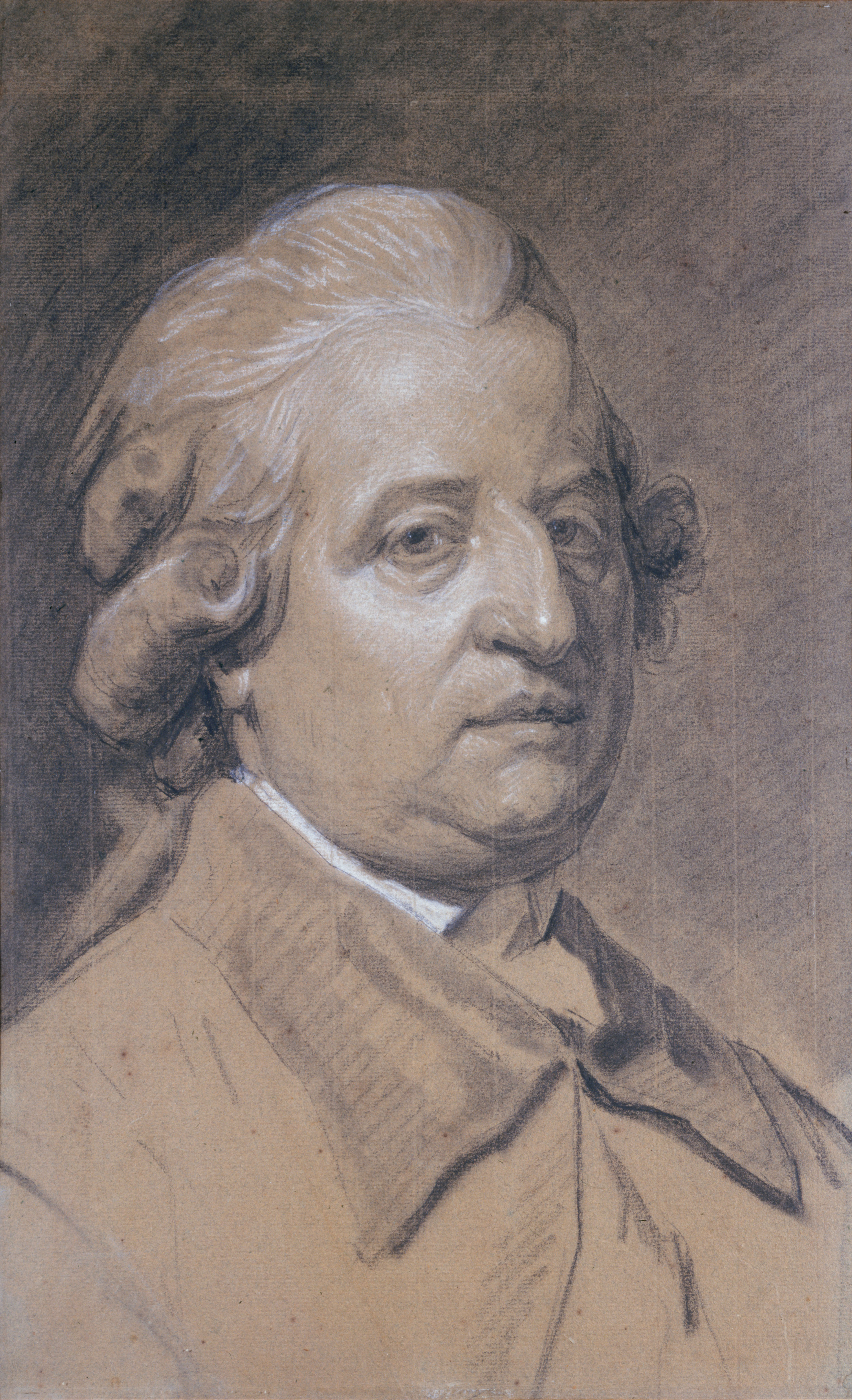
Portrait de Louis XVI, 1787-1797, Paris, musée Carnavalet.

En 1791, la Révolution française le fait s'installer à Londres, où il dessine les derniers portraits de Louis XVI juste avant son exécution[réf. nécessaire]. Durant ce séjour il expose 5 œuvres à la Royal Academy.
En 1793, il est de retour à Paris où Jacques Louis David s'associe à lui et l'aide à poursuivre une carrière officielle. La résidence de Ducreux devient un salon informel où les artistes se font portraiturer.[réf. nécessaire]
En juillet 1802, à l'âge de soixante-sept ans, Joseph Ducreux meurt d'une apoplexie foudroyante, sur la route de Paris à Saint-Denis.

## Autoportraits et liens avec Maurice Quentin de La Tour
Il n'existe aucune source historique de la rencontre entre Ducreux et Quentin de La Tour. Ducreux serait influencé par le travail de La Tour mais rien ne permet de dire qu'il l'a formé. En 1783, Ducreux expose au salon de la correspondance un portrait de Marie Fel, compagne de La Tour. La rencontre aurait pu se faire par son intermédiaire. En 1796, Ducreux est décrit comme “élève de La Tour” dans le livret du Salon. Mais cela a lieu presque 10 ans après la mort du prince des pastellistes, de plus, ce livret est la première référence à La Tour faite dans un livret de Salon, avant Ducreux se présentait comme "premier peintre de la Reine" en 1780 ou "de l'Académie impériale de Peinture de Vienne" en 1786.

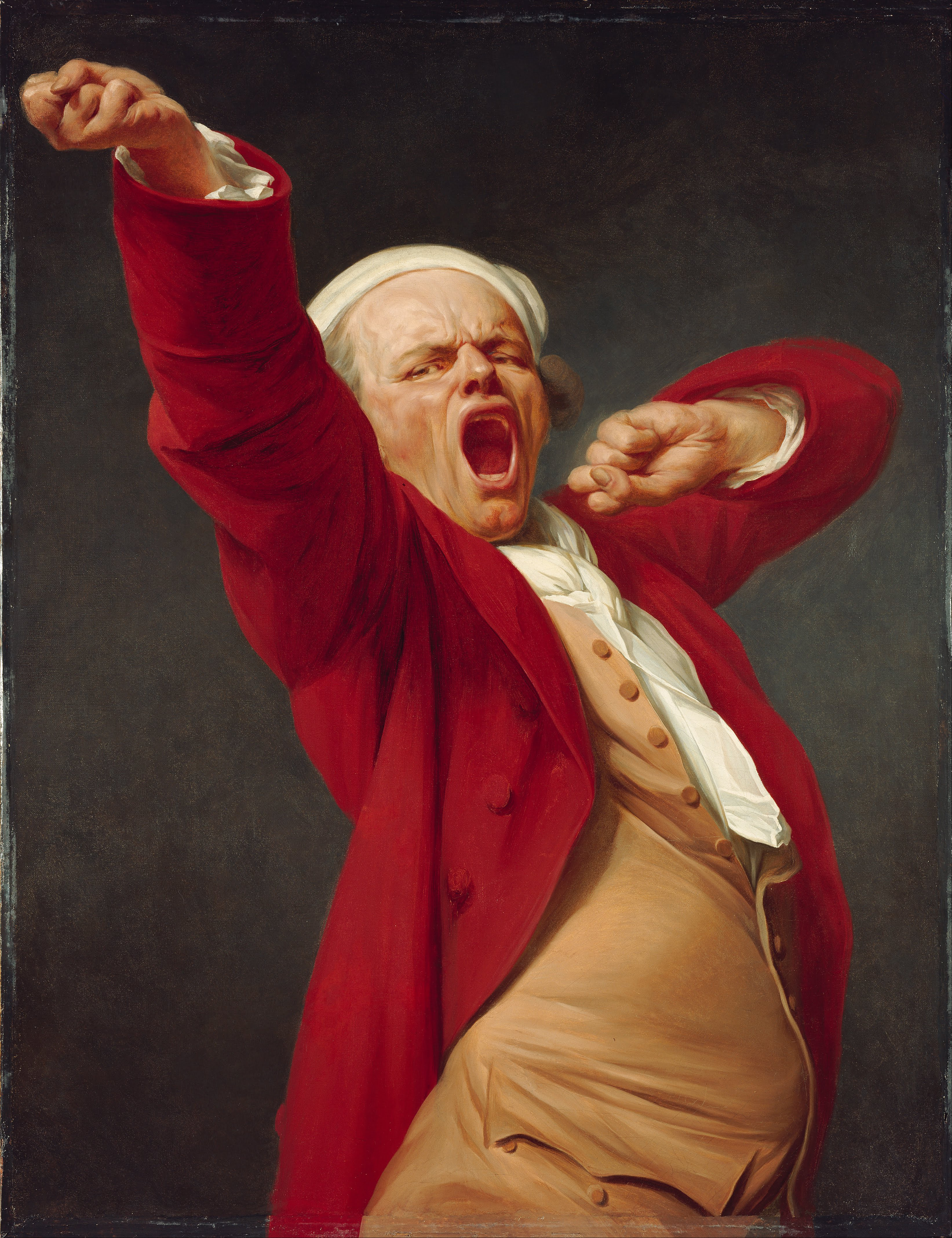
Autoportrait bâillant, 1783, Getty Museum.

L'habitude qu'avait ce peintre de refaire souvent son propre portrait, dans des attitudes différentes, lui facilitait merveilleusement le talent d'atteindre la ressemblance et de saisir l’expression des physionomies. L'autoportrait connu sous le nom du Moqueur est le plus remarquable de cet artiste.[réf. nécessaire]

## Rôle politique, personnalité
Ducreux a également joué un rôle politique ; ses relations étaient considérables ; il a peint la cour d’Allemagne, celle d'Angleterre, celle de France ; il a connu tous les personnages marquants de son époque, dans tous les rangs ; il a laissé des documents précieux pour l'historien.[réf. nécessaire]
Il était également connu pour avoir le caractère le plus irascible du monde, et pour être presque toujours en colère ; Méhul a fait son portrait dans le personnage de L'Irato ou l’Emporté, dont les paroles sont de Marsollier.

## Descendance

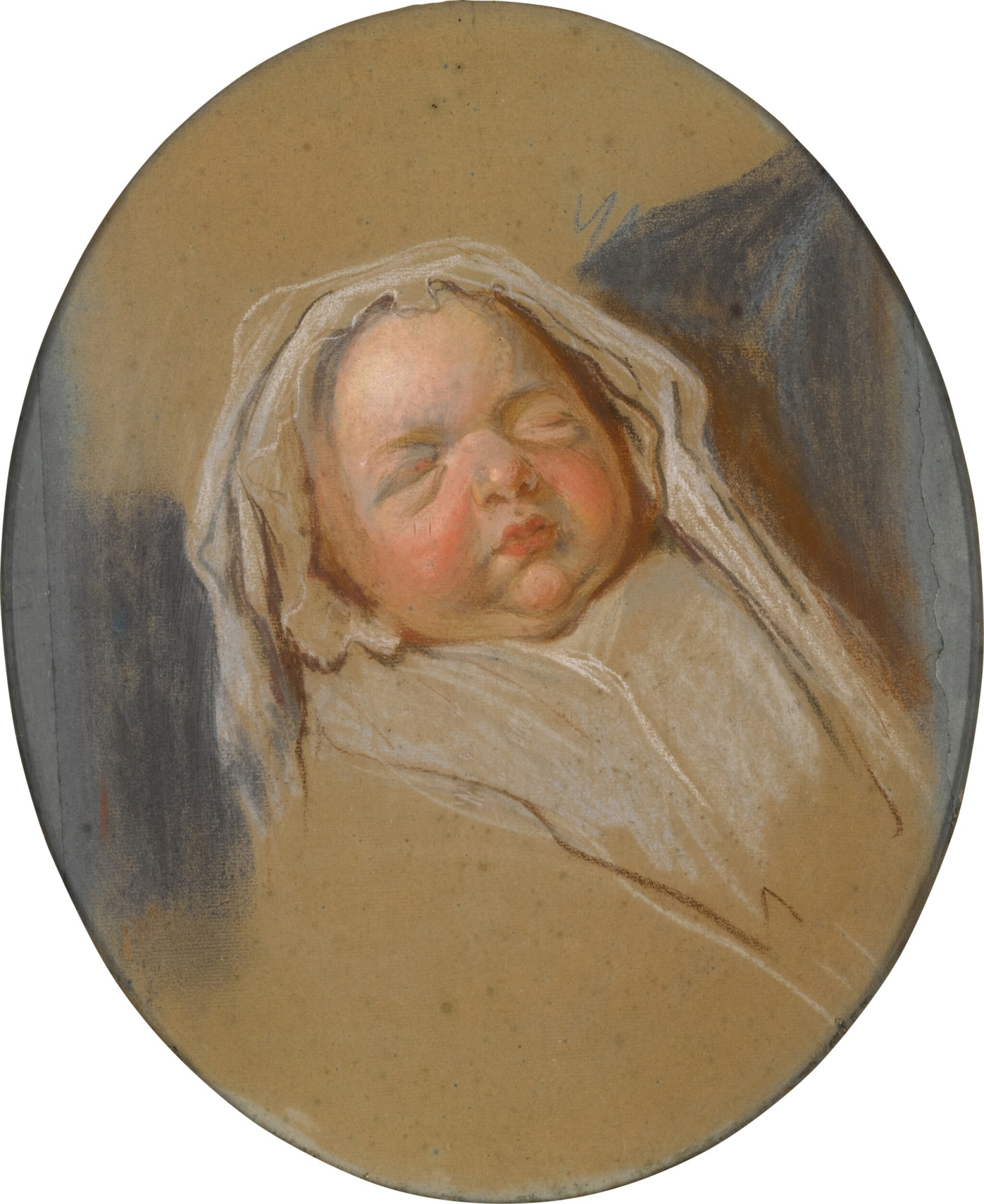
Portrait d'Auguste-Joseph, fils de l'artiste

Joseph Ducreux a eu plusieurs enfants :
- Auguste-Joseph Ducreux (1770-1771), décédé en bas âge.
- Alexandre-Jules (1772-1799), peintre de batailles; capitaine d’infanterie à vingt-six ans, il fut attaché en qualité d'officier historiographe de l'armée au général en chef Dumouriez[6]. Il mourut peu après la bataille de Jemmapes. Ses plans, ses travaux et ses dessins sont aux archives du ministère de la guerre.
- Léon, filleul du duc et de la duchesse de Feltre, était soldat d'ordonnance sous les ordres immédiats de son frère. Peintre de fleurs, il mourut à Strasbourg, chez sa marraine, également à la suite de la guerre.
- Adrien, élève de son père et de Greuze, mourut à seize ans.
- Rose-Adélaïde s'illustra également en peinture mais mourut à quarante ans[7].
- une seule enfant a survécu à Joseph Ducreux, Antoinette-Clémence Ducreux, filleule de la reine Marie-Antoinette. Elle était peintre de fleurs, de miniature et de portrait au pastel[8]. A l'âge de 15 ans elle sert de modèle pour L'Accordée de village[réf. nécessaire]. En 1801, elle épousa César Maignen de Sainte-Marie[8], filleul du duc d'Orléans[réf. nécessaire].

## Postérité dans les médias
L'Autoportrait en moqueur a connu sur Internet une certaine notoriété à partir de 2009, sous forme de mème, notamment en raison d'une ressemblance entre sa posture sur le portrait et celle de certains rappeurs ; de célèbres paroles de rap lui sont alors associées, réécrites dans un anglais victorien littéraire et suranné,.

## Galerie

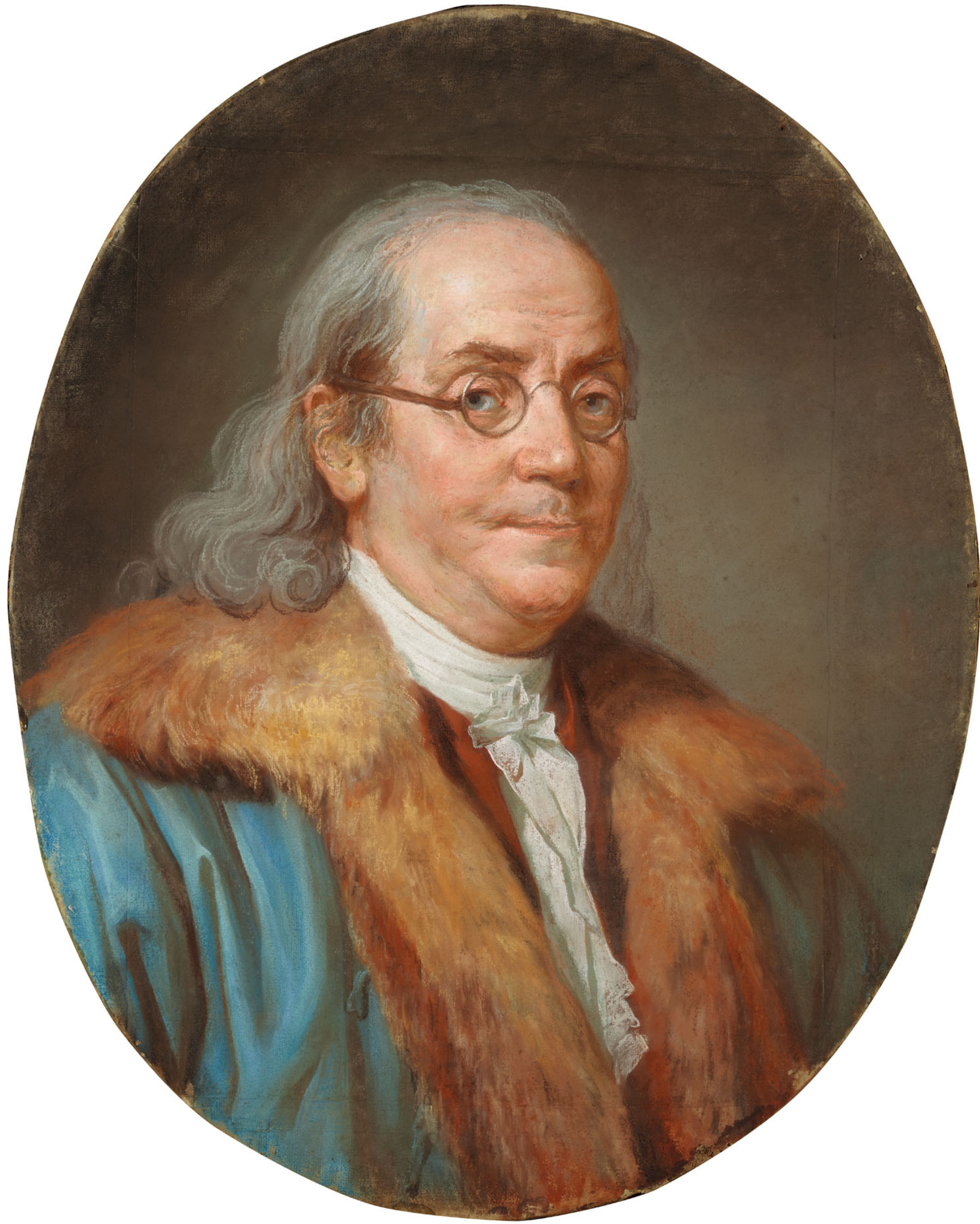
Portrait de Benjamin Franklin (1777).
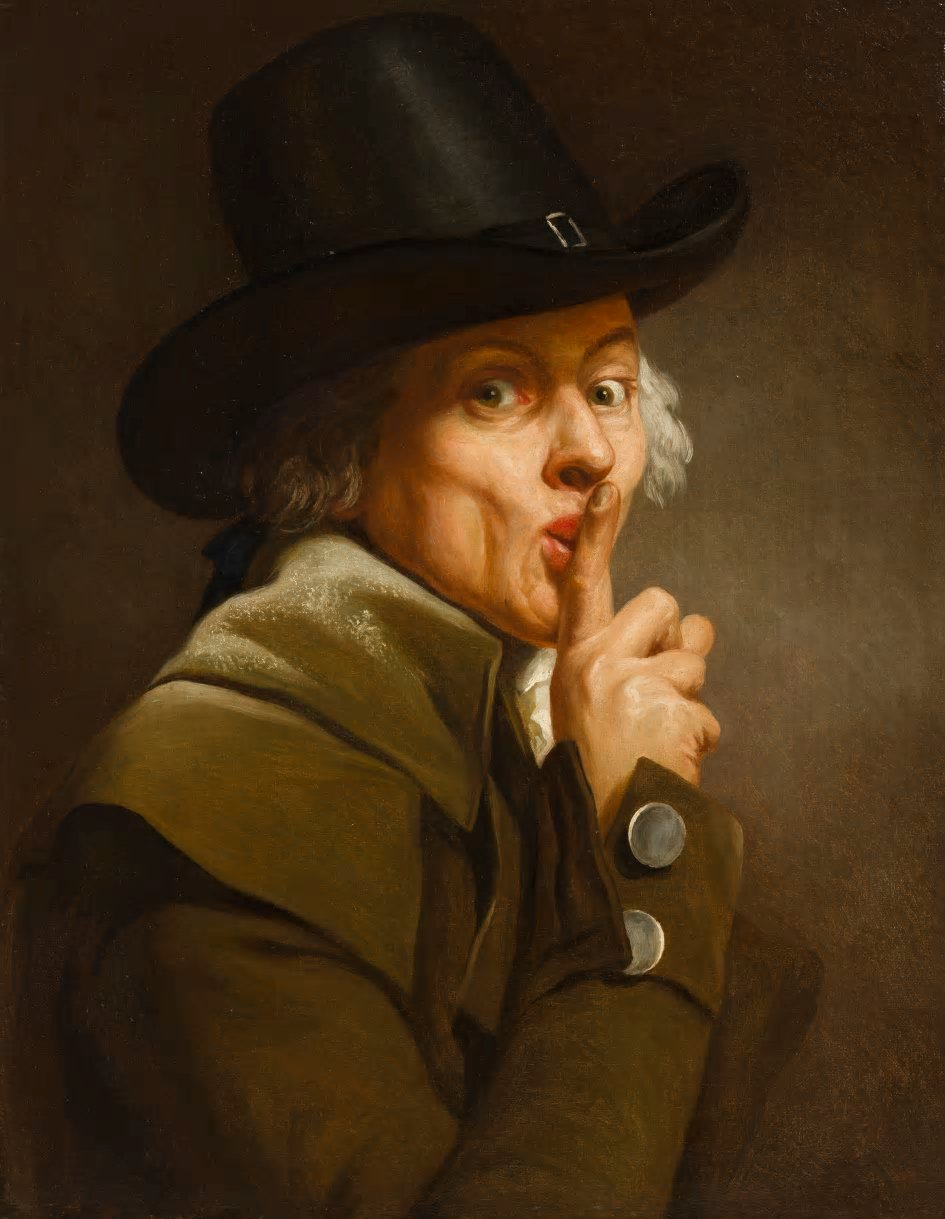
Autoportrait, intitulé Le Silence (vers 1790).
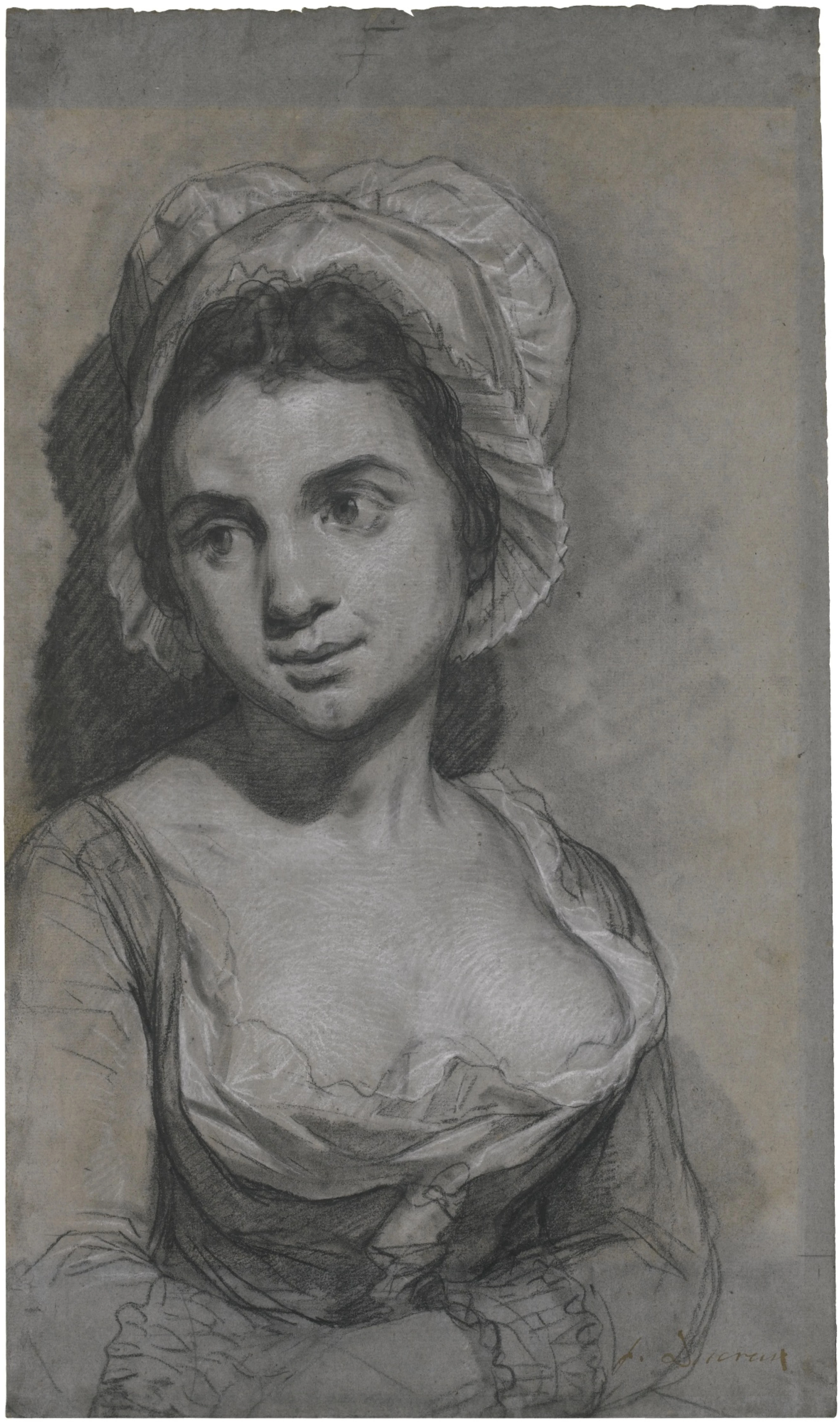
Portrait d'une jeune femme, dessin
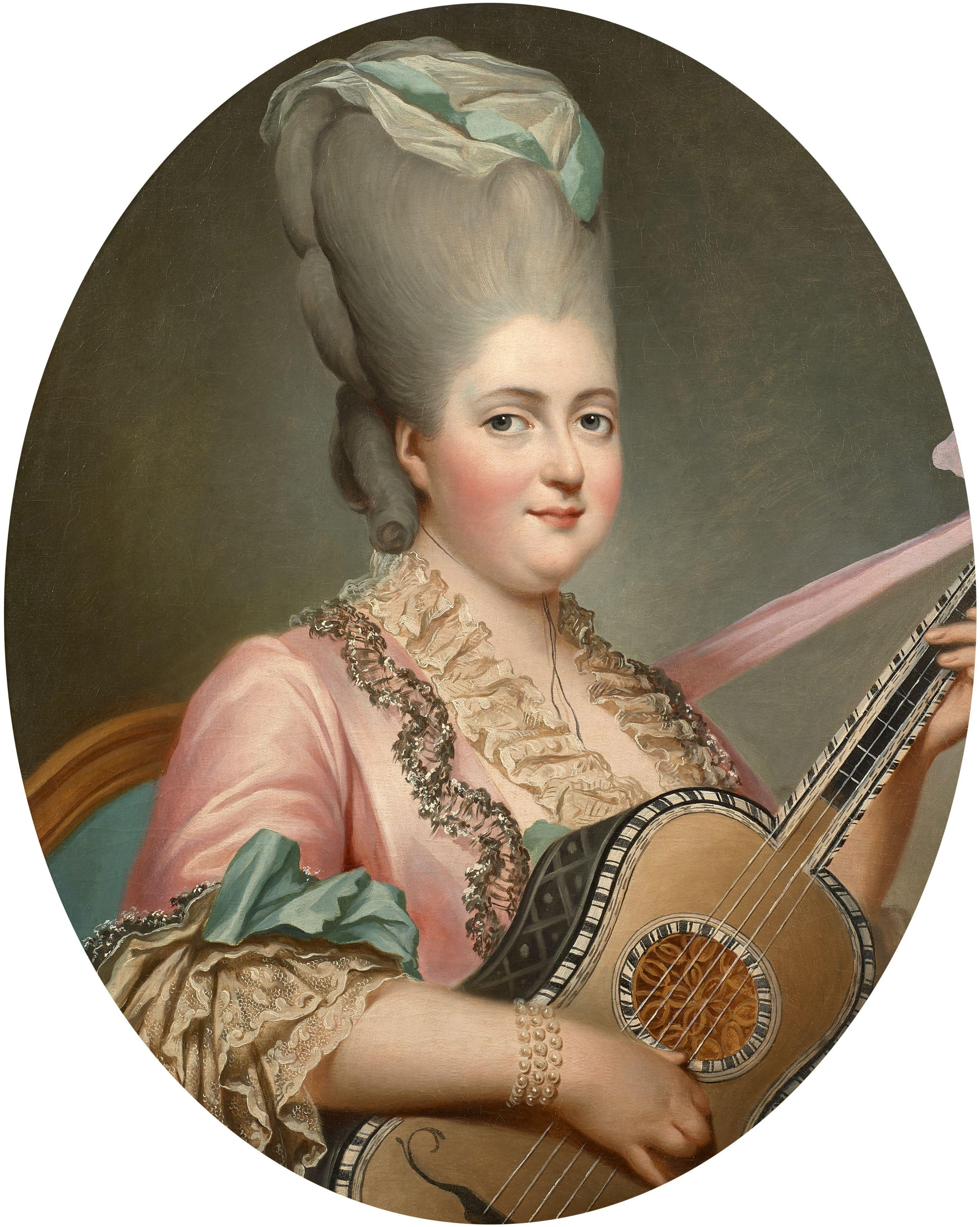
Portrait de Clotilde de France, jouant de la guitare (1775).

## Note et référence
1. 1 2 3  Georgette Lyon (préf. Robert Rey), Joseph Ducreux: premier peintre de Marie-Antoinette (1735-1802), La Nef de Paris éditions, DL 1958, dl 1958, cop. 1958, p. 67, 109.
2. 1 2  (en) « Joseph Ducreux », dans Benezit, t. 4, Grund, 2006 (lire en ligne ), p. 1258-1259.
3. 1 2 3  (en) Neil Jeffares, « DUCREUX, Joseph » ["pdf"], sur Dictionary of pastellists before 1800, 16 juillet 2024 (consulté le 1er septembre 2024), p. 1-2.
4. ↑  Xavier Salmon, Pastels du Musée du Louvre: XVIIe-XVIIIe siècles, Hazan : Louvre éditions, 2018 (ISBN 978-2-7541-1454-7).
5. ↑  Dans le premier ou le second acte, l'acteur doit se frapper la poitrine en s'écriant : c’est Du Creux, Du Creux !.
6. ↑  Bellier de La Chavignerie 1865, p. 74.
7. ↑  « Self-Portrait with a Harp », sur www.metmuseum.org (consulté le 30 janvier 2022).
8. 1 2  (en) Neil Jeffares, « DUCREUX, Antoinette-Clémence, Mme Maignen » ["pdf"], sur Dictionary of pastellists before 1800, 4 juillet 2020 (consulté le 1er septembre 2024).
9. ↑  Joseph Ducreux -Archaic rap.
10. ↑  (en) Miles Klee, « Vanishing Point (Your Memes Reviewed): The Joseph Ducreux Self-Portrait » (consulté le 15 mai 2011).